# Forcipomyia tomaculorum
Forcipomyia tomaculorum är en tvåvingeart som beskrevs av Debenham 1987. Forcipomyia tomaculorum ingår i släktet Forcipomyia och familjen svidknott. Inga underarter finns listade i Catalogue of Life.